# قتاد ملتحي
القَتَاد الملتحي (باللاتينية: Astragalus barbatus) نوع نباتي عشبي من جنس القتاد.

## البيئة والانتشار
موطنه بلاد الشام وتركيا.

## مرادفات للاسم العلمي
- (باللاتينية: Astragalus hispidus Labill.)